# 1319 a. C.
El año 1319 a. C. fue un año del calendario romano pre-juliano.

## Acontecimientos
- Comienza en Asiria el reinado de Arik-den-ili (hasta 1308 a. C.), que sucede a Enlil-nirari, fallecido en el año anterior.
- Horemheb asume el trono del Antiguo Egipto.[1]